# Михайлівське (заповідне урочище)
Михайлівське — заповідне урочище, розташоване на території Деребчинської сільської ради Шаргородського району Вінницької області. Оголошене відповідно до рішення Рішення Вінницького облвиконкому № 384 від 18.08.1983 р.
За фізико-географічним районуванням України ця територія належить до Жмеринського району області Подільського Побужжя Подільської височини Дністровсько-Дніпровської лісостепової провінції Лісостепової зони. Характерною для цієї ділянки є розчленована глибокими долинами лесова височина з сірими опідзоленими ґрунтами. З геоморфологічної точки зору описувана територія являє собою підвищену пластову сильно розчленовану денудаційну рівнину.
Клімат території є помірно континентальним. Для нього характерне тривале, нежарке літо, і порівняно недовга, м'яка зима. Середня температура січня становить - 5.5°... -6°С, липня + 19,5°...+ 19°С. Річна кількість опадів складає 500-525 мм.
За геоботанічним районуванням України ця територія належить до Європейської широколистяної області, Східно-Європейської провінції. Вінницького (Центральноподільського) округу дубово-грабових і дубових лісів.
Територія заповідного урочища являє собою високопродуктивні насадження дуба звичайного штучного походження віком понад 65 років. На описуваній ділянці переважає ценоз грабово-дубового лісу волосистоосокового. У флористичному складі переважають види неморального різнотрав'я: осока волосиста, зірочник лісовий, материнка запашна, копитняк європейський, фіалки собача, лісова і дивна, є субсередземноморські і середньоєвропейські види.
В урочищі є види, занесені в Червону книгу України, такі як підсніжник білосніжний, гніздівка звичайна, коручка широколиста (чемерниковидна).